# Ярчовцы
Ярчовцы (укр. Ярчівці) — село в Зборовской городской общине Тернопольского района Тернопольской области Украины.
Код КОАТУУ — 6122689801. Население по переписи 2001 года составляло 394 человека.
До 2020 года входило в Зборовский район.

## Географическое положение
Село Ярчовцы находится на левом берегу реки Гнилка,
на противоположном берегу — сёла Подгайчики и Волосовка.
Рядом проходят автомобильная дорога Н-02 и
железная дорога, станция Ярчовцы.

## История
- 1785 год — дата основания.

## Объекты социальной сферы
- Школа I—II ст.
- Клуб.
- Фельдшерско-акушерский пункт.

## Достопримечательности
- Братская могила советских воинов.